# Toksični glaukom
Toksični glaukom je glaukom otvorenog kuta s neobjašnjivim značajnim porastom intraokularnog pritiska praćenog nepoznatom patogenezom. Intraokularni tlak ponekad može dostići i 80 mmHg. Karakteristično se manifestira kao upala cilijarnog tijela i masivni trabekularni edem koji se ponekad proširuje i na Schlemmov kanal. Ovo stanje različito od malignog glaukoma prisutnošću duboke i čiste prednje komore i nedostatka vodenaste misdirekcije. Također, izgled rožnice nije tako nejasan. Redukcijom vizualne oštrine vida može doći do neuroretinalnog sloma. Pridruženi faktori uključuju upalu, lijekove, traume i intraokularnu kirurgiju, uključujući kataraktnu kirurgiju i postupak vitrektomije. Gede Pardianto (2005) izvještava o četiri bolesnika koji su imali toksični glaukom. Jedan od njih se podvrgnuo fakoemulzifikaciji s malim česticama jezgre. Neki se slučajevi mogu riješiti nekim lijekovima, postupkom vitrektomije ili trabekulektomijom. Valving postupci mogu dati neka olakšanja, ali su potrebna daljnja istraživanja.
|  | Molimo pročitajte upozorenje o korištenju medicinskih informacija. Ne provodite liječenje bez savjetovanja s liječnikom! |